# Sant Salvador de la Torre de Fluvià
Sant Salvador de la Torre de Fluvià és una església del municipi de Cubells (Noguera) inclosa a l'Inventari del Patrimoni Arquitectònic de Catalunya.

## Descripció
L'església de Sant Salvador es troba al centre del petit nucli de la Torre de Fluvià, situat a 2,5 quilòmetres al sud-est de Cubells. Es tracta d'un edifici aïllat que consisteix en una església d'una sola nau, orientada d'est a oest i amb una capella rectangular adossada a la cara sud i un campanar d'espadanya sobre la façana principal. L'església està emplaçada en el vessant sud del turó, a cavall d'un fort desnivell, de manera que la façana nord, a nivell de la plaça de Catalunya, que s'obre ben bé al centre del poble, resulta de poca alçada. Des del carreró adjacent a la façana nord cal descendir uns 3 m per unes escales per arribar al nivell del carrer de l'Església, que mena directament a la porta. La façana sud i la capella adjunta fonamenten a la part inferior del desnivell, a uns 4 m per sota del nivell de circulació de l'església. Aquesta localització fa que l'edifici, de poca grandària, es vegi ofegat a la banda nord i oest pels edificis circumdants, mentre que a l'est i al sud ofereix visibilitat completa. L'edifici està fet amb aparell irregular de carreus de gres de mides diferents lligats amb morter de calç. La teulada és a doble vessant, amb ràfec d'un nivell de teula i un de rajola plana.
La façana principal, encarada a ponent, conté l'únic accés en forma de portalada d'arc de mig punt de dovelles, gairebé amagada entre el talús septentrional i els habitatges de la banda sud. En la dovella clau hi ha inscrita la data de '1706', que es considera la data fundacional de l'església, malgrat estigui bastida sobre un edifici anterior d'origen romànic. A sobre de la porta hi ha una senzilla finestra rectangular. Una cornisa convexa de pedra sense cap ornamentació marca la diferència entre el cos de la nau i l'espadanya, de coronament triangular i amb dos ulls d'arc de mig punt i un petit òcul a sobre. L'espadanya es dreça sobre un cos rectangular, també a doble vessant, que s'eleva sobre la resta de la nau. La capella que s'adossa a la nau a la cara meridional presenta dues petites obertures d'arc de mig punt i, a la capçalera, recta, només hi ha una petita espitllera. L'interior es troba totalment reformat.

## Història
No es disposa de documentació històrica relativa al passat de l'església de Sant Salvador, de la qual només es pot afirmar amb seguretat que no tingué mai la categoria de parròquia sinó que depengué, com en l'actualitat, de la parròquia de Sant Pere de Cubells.
El poble de la Torre de Fluvià ha estat lligat històricament al lloc de Cubells, juntament amb el qual formà part de del 1330 del marquesat de Camarasa. És en aquest sentit que hi ha la suposició que l'església s'alça sobre els fonaments d'un edifici anterior, probablement romànic.
L'església resultà força damnada durant la guerra civil de 1936-39 i fou reconstruïa posteriorment amb l'ajuda dels veïns del poble.